# Presentatori del Melodifestivalen

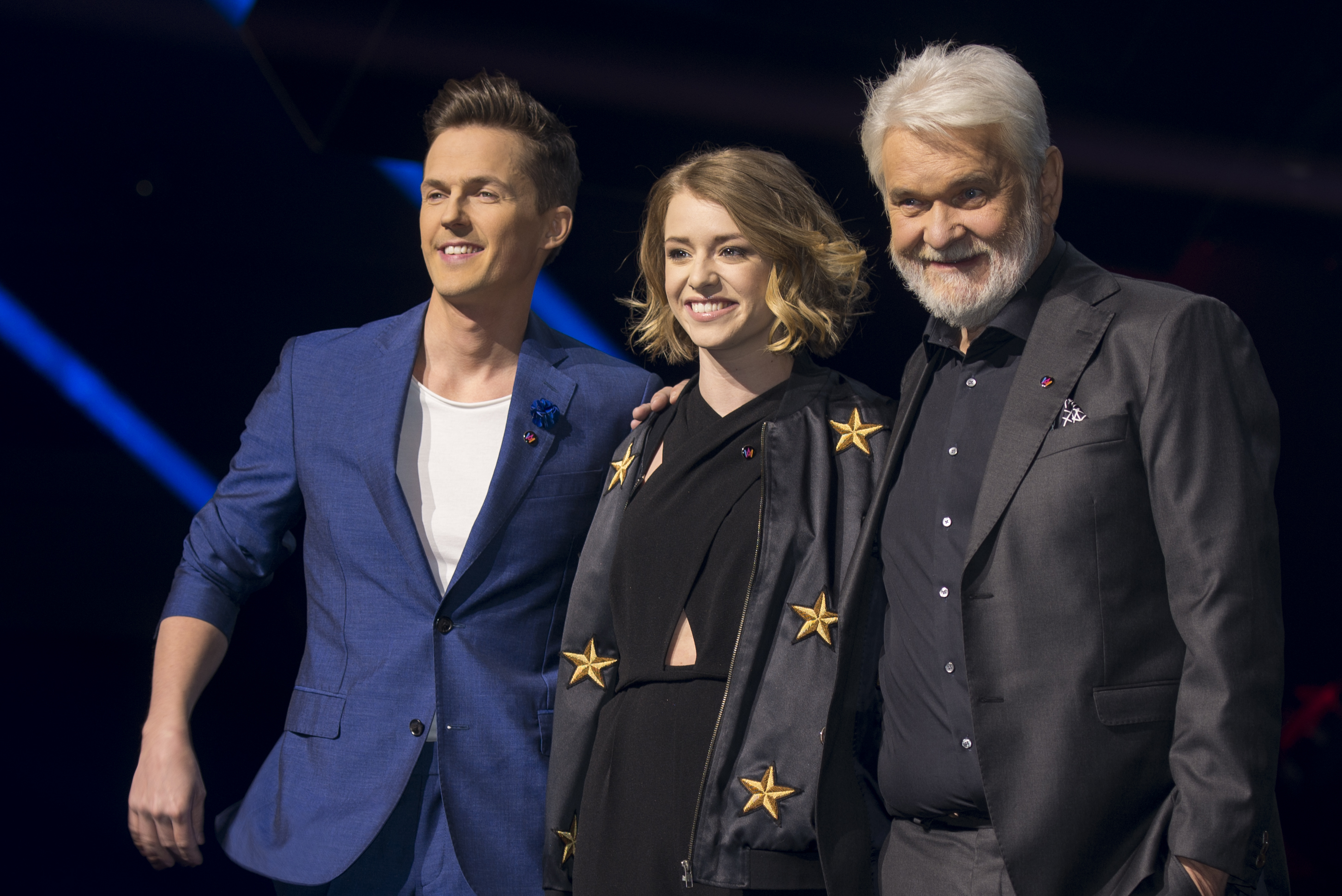
Presentatori del Melodifestivalen 2017: David Lindgren, Clara Henry, e Hasse Andersson.

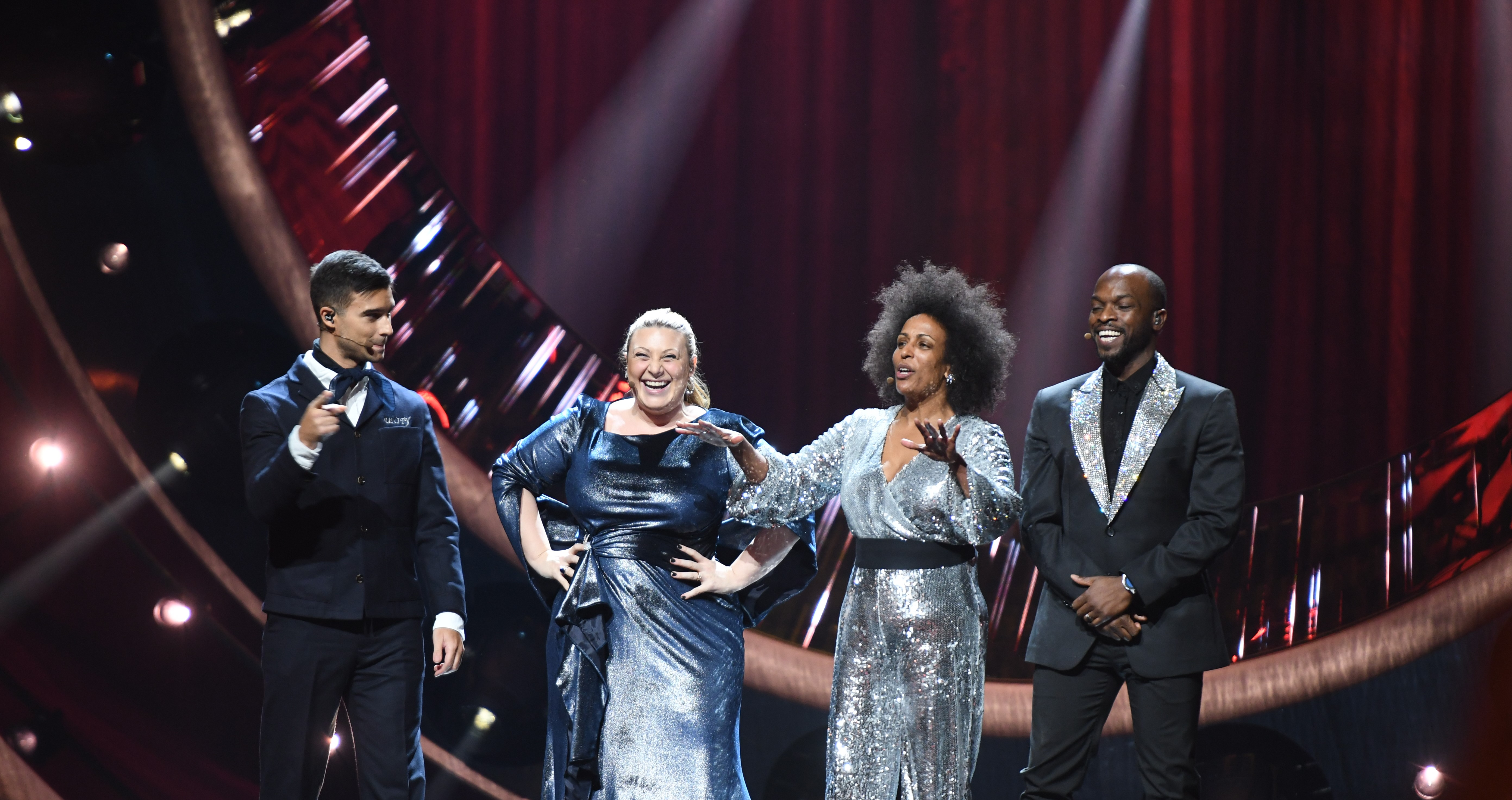
Presentatori del Melodifestivalen 2019: Sarah Dawn Finer, Kodjo Akolor, Marika Carlsson, Eric Saade

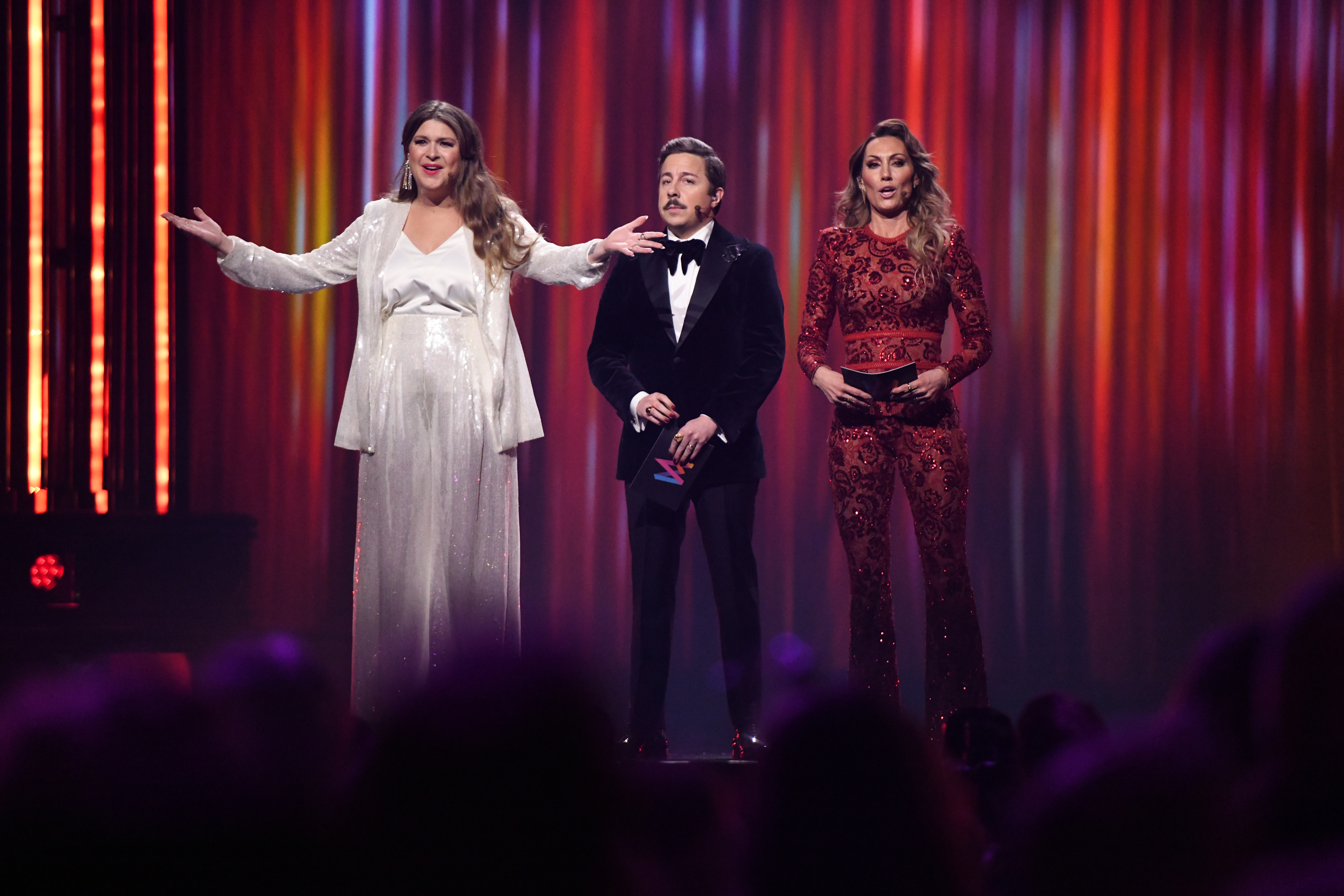
Presentatori del Melodifestivalen 2020: Lina Hedlund, David Sundin and Linnea Henriksson

## Edizioni
| Anno | Presentatore principale | Co-conduttori |
| ---- | --- | --- |
| 1959 | Thore Ehrling | |
| 1960 | Jeannette von Heidenstam | |
| 1961 | Jeannette von Heidenstam | |
| 1962 | Bengt Feldreich | |
| 1963 | Sven Lindahl | |
| 1965 | Birgitta Sandstedt | |
| 1966 | Sven Lindahl | |
| 1967 | Maud Husberg | |
| 1968 | Magnus Banck | |
| 1969 | Pekka Langer | |
| 1971 | Lennart Hyland | |
| 1972 | Gunilla Marcus | |
| 1973 | Alicia Lundberg | |
| 1974 | Johan Sandström | |
| 1975 | Karin Falck | |
| 1977 | Ulf Elfving | |
| 1978 | Ulf Elfving | |
| 1979 | Ulf Elfving | |
| 1980 | Bengt Bedrup | |
| 1981 | Janne Loffe Carlsson | |
| 1982 | Fredrik Belfrage | |
| 1983 | Bibi Johns | |
| 1984 | Fredrik Belfrage | |
| 1985 | Eva Andersson | |
| 1986 | Lennart Swahn Tommy Engstrand | |
| 1987 | Fredrik Belfrage | |
| 1988 | Bengt Grafström | |
| 1989 | Yvonne Ryding Bergqvist John Chrispinsson | |
| 1990 | Carin Hjulström | |
| 1991 | Harald Treutiger | |
| 1992 | Adde Malmberg Claes Malmberg | |
| 1993 | Triple & Touch | |
| 1994 | Kattis Ahlström Sven Melander | |
| 1995 | Pernilla Månsson Colt | |
| 1996 | Pontus Gårdinger Siw Malmkvist | |
| 1997 | Jan Jingryd | |
| 1998 | Pernilla Månsson Colt Magnus Karlsson | |
| 1999 | Anders Lundin Vendela Kirsebom Thommesen | |
| 2000 | Carola Häggkvist Lotta Engberg Lena Philipsson Loa Falkman Tommy Körberg Elisabeth Andreassen Arja Saijonmaa Lasse Berghagen Lasse Holm Björn Skifs                                                                                                  | |
| 2001 | Josefine Sundström Henrik Olsson | |
| 2002 | Kristin Kaspersen Claes Åkesson | |
| 2003 | Mark Levengood Jonas Gardell | |
| 2004 | Charlotte Perrelli, Ola Lindholm e Peter Settman (semifinali e finale) Liza Marklund, Elin Ek e Henrik Johnsson (seconda chance) | |
| 2005 | Alexandra Pascalidou e Shan Atçi (1°semifinale) Henrik Schyffert e Erik Haag (2°semifinale) Johanna Westman e Markoolio (3°semifinale) Kayo e Micke Leijnegard (4°semifinale) Annika Jankell (seconda chance) Jill Johnson e Mark Levengood (finale) | |
| 2006 | Lena Philipsson (semifinali e finale) Carin Hjulström-Livh e Henrik Johnson (seconda chance) | |
| 2007 | Kristian Luuk | |
| 2008 | Kristian Luuk | |
| 2009 | Petra Mede | |
| 2010 | Måns Zelmerlöw Christine Meltzer Dolph Lundgren | |
| 2011 | Rickard Olsson Marie Serneholt | |
| 2012 | Gina Dirawi | Sarah Dawn Finer Helena Bergström |
| 2013 | Gina Dirawi | Danny Saucedo |
| 2014 | Nour El-Refai Anders Jansson | |
| 2015 | Sanna Nielsen Robin Paulsson | |
| 2016 | Gina Dirawi | Petra Mede (1°semifinale) Henrik Schyffert (3°semifinale) Sarah Dawn Finer (4°semifinale) Ola Salo e Peter Jöback (seconda chance) William Spetz (finale)                                                                         |
| 2017 | Clara Henry David Lindgren Hasse Andersson | |
| 2018 | David Lindgren | Fab Freddie |
| 2019 | Sarah Dawn Finer Kodjo Akolor Marika Carlsson Eric Saade | |
| 2020 | Lina Hedlund Linnea Henriksson David Sundin | |
| 2021 | Christer Björkman | Lena Philipsson (1º semifinale) Oscar Zia e Anis Don Demina (2º semifinale) Jason Diakité (3º semifinale) Per Andersson e Pernilla Wahlgren (4º semifinale) Shirley Clamp (Ripescaggio) Måns Zelmerlöw e Shima Niavarani (Finale) |
| 2022 | Oscar Zia | Farah Abadi Eva Rydberg (2º semifinale) Johanna Nordström (3º semifinale) |
| 2023 | Farah Abadi Jesper Rönndahl | |
| 2024 | Carina Berg | |

| Edizioni | Conduzioni                 | Anni                                               |
| -------- | -------------------------- | -------------------------------------------------- |
| 3        | Ulf Elfving                | 1977, 1978, 1979                                   |
| 3        | Fredrik Belfrage           | 1982, 1984,1987                                    |
| 3        | Gina Dirawi                | 2012, 2013, 2016                                   |
| 3        | Sarah Dawn Finer           | 2012, 2016, 2019                                   |
| 3        | Lena Philipsson            | 2000, 2006, 2021 (1 come conduttrice per una sera) |
| 2        | Jeannette von Heidenstam   | 1960, 1961                                         |
| 2        | Sven Lindahl               | 1963, 1966                                         |
| 2        | Carin Hjulström            | 1990, 2006                                         |
| 2        | Pernilla Månsson Colt      | 1995, 1998                                         |
| 2        | Henrik Johnson             | 2004, 2006                                         |
| 2        | Henrik Schyffert           | 2005, 2016                                         |
| 2        | Kristian Luuk              | 2007, 2008                                         |
| 2        | Petra Mede                 | 2009, 2016                                         |
| 2        | David Lindgren             | 2017, 2018                                         |
| 2        | Måns Zelmerlöw             | 2010, 2021 (1 come conduttore per una sera)        |
| 2        | Oscar Zia                  | 2021 (1 come conduttore per una sera), 2022        |
| 2        | Farah Abadi                | 2022, 2023                                         |
| 1        | Thore Ehrling              | 1959                                               |
| 1        | Bengt Feldreich            | 1962                                               |
| 1        | Birgitta Sandstedt         | 1965                                               |
| 1        | Maud Husberg               | 1967                                               |
| 1        | Magnus Banck               | 1968                                               |
| 1        | Pekka Langer               | 1969                                               |
| 1        | Lennart Hyland             | 1971                                               |
| 1        | Gunilla Marcus             | 1972                                               |
| 1        | Alicia Lundberg            | 1973                                               |
| 1        | Johan Sandström            | 1974                                               |
| 1        | Karin Falck                | 1975                                               |
| 1        | Bengt Bedrup               | 1980                                               |
| 1        | Janne Loffe Carlsson       | 1981                                               |
| 1        | Bibi Johns                 | 1983                                               |
| 1        | Eva Andersson              | 1985                                               |
| 1        | Lennart Swahn              | 1986                                               |
| 1        | Tommy Engstrand            | 1986                                               |
| 1        | Bengt Grafström            | 1988                                               |
| 1        | Yvonne Ryding Bergqvist    | 1989                                               |
| 1        | John Chrispinsson          | 1989                                               |
| 1        | Harald Treutiger           | 1991                                               |
| 1        | Adde Malmberg              | 1992                                               |
| 1        | Claes Malmberg             | 1992                                               |
| 1        | Triple & Touch             | 1993                                               |
| 1        | Kattis Ahlström            | 1994                                               |
| 1        | Sven Melander              | 1994                                               |
| 1        | Pontus Gårdinger           | 1996                                               |
| 1        | Siw Malmkvist              | 1996                                               |
| 1        | Jan Jingryd                | 1997                                               |
| 1        | Magnus Karlsson            | 1998                                               |
| 1        | Anders Lundin              | 1999                                               |
| 1        | Vendela Kirsebom Thommesen | 1999                                               |
| 1        | Carola Häggkvist           | 2000                                               |
| 1        | Lotta Engberg              | 2000                                               |
| 1        | Loa Falkman                | 2000                                               |
| 1        | Tommy Körberg              | 2000                                               |
| 1        | Elisabeth Andreassen       | 2000                                               |
| 1        | Arja Saijonmaa             | 2000                                               |
| 1        | Lasse Berghagen            | 2000                                               |
| 1        | Lasse Holm                 | 2000                                               |
| 1        | Björn Skifs                | 2000                                               |
| 1        | Josefine Sundström         | 2001                                               |
| 1        | Henrik Olsson              | 2001                                               |
| 1        | Kristin Kaspersen          | 2002                                               |
| 1        | Claes Åkesson              | 2002                                               |
| 1        | Mark Levengood             | 2003                                               |
| 1        | Jonas Gardell              | 2003                                               |
| 1        | Charlotte Perrelli         | 2004                                               |
| 1        | Ola Lindholm               | 2004                                               |
| 1        | Peter Settman              | 2004                                               |
| 1        | Liza Marklund              | 2004                                               |
| 1        | Elin "Grynet" Ek           | 2004                                               |
| 1        | Alexandra Pascalidou       | 2005                                               |
| 1        | Johanna Westman            | 2005                                               |
| 1        | Markoolio                  | 2005                                               |
| 1        | Shan Atçi                  | 2005                                               |
| 1        | Erik Haag                  | 2005                                               |
| 1        | Kayo                       | 2005                                               |
| 1        | Micke Leijnegard           | 2005                                               |
| 1        | Annika Jankell             | 2005                                               |
| 1        | Jill Johnson               | 2005                                               |
| 1        | Mark Levengood             | 2005                                               |
| 1        | Christine Meltzer          | 2010                                               |
| 1        | Dolph Lundgren             | 2010                                               |
| 1        | Rickard Olsson             | 2011                                               |
| 1        | Marie Serneholt            | 2011                                               |
| 1        | Helena Bergström           | 2012                                               |
| 1        | Danny Saucedo              | 2013                                               |
| 1        | Nour El-Refai              | 2014                                               |
| 1        | Anders Jansson             | 2014                                               |
| 1        | Sanna Nielsen              | 2015                                               |
| 1        | Robin Paulsson             | 2015                                               |
| 1        | Ola Salo                   | 2016                                               |
| 1        | Peter Jöback               | 2016                                               |
| 1        | William Spetz              | 2016                                               |
| 1        | Clara Henry                | 2017                                               |
| 1        | Hasse Andersson            | 2017                                               |
| 1        | Fab Freddie                | 2018                                               |
| 1        | Kodjo Akolor               | 2019                                               |
| 1        | Marika Carlsson            | 2019                                               |
| 1        | Eric Saade                 | 2019                                               |
| 1        | Lina Hedlund               | 2020                                               |
| 1        | Linnea Henriksson          | 2020                                               |
| 1        | David Sundin               | 2020                                               |
| 1        | Christer Björkman          | 2021                                               |
| 1        | Anis Don Demina            | 2021                                               |
| 1        | Jason Diakité              | 2021                                               |
| 1        | Per Andersson              | 2021                                               |
| 1        | Pernilla Wahlgren          | 2021                                               |
| 1        | Shirley Clamp              | 2021                                               |
| 1        | Shima Niavarani            | 2021                                               |
| 1        | Eva Rydberg                | 2022 (1 come conduttrice per una sera)             |
| 1        | Johanna Nordström          | 2022 (1 come conduttrice per una sera)             |
| 1        | Jesper Rönndahl            | 2023                                               |
| 1        | Carina Berg                | 2024                                               |